# Анисимово (Удомельский район)
Анисимово — деревня в Удомельском городском округе Тверской области.

## География
Деревня находится в северной части Тверской области на расстоянии приблизительно 14 км на запад-юго-запад по прямой от железнодорожного вокзала города Удомля в 6 км южнее железной дороги Бологое-Рыбинск недалеко от южного берега озера Маги.

## История
Впервые упоминается в 1545 году. В 1859 году владение помещицы З. А. Никитиной. Дворов (хозяйств) было 6 (1859 год), 10 (1886), 12 (1911), 23 (1958), 12 (1986), 4 (2000). В советский период истории работали колхозы им. Удомельского РИКа, «Путь Ленина», «3а коммунизм», совхоз «Прожектор». До 2015 года входила в состав Копачёвского сельского поселения до упразднения последнего. С 2015 года в составе Удомельского городского округа.

## Население
Численность населения: 34 человека (1859 год), 62 (1886), 65 (1911), 64(1958), 17(1986), 6 (русские 100 %) в 2002 году, 8 в 2010.